# Сад ибн Убада
Сад ибн Убада аль-Ансари (араб. سعد بن عبادة‎; ум. 635, совр. Сирия) — исламский политический деятель VII века, сподвижник пророка Мухаммеда, один из лидеров мединского племени Хазрадж.

## Биография
Его полное имя: Сад ибн Убада ибн Дулайм ибн Хариса ибн Нуман ибн Абу Хазайма аль-Ансари ас-Саиди аль-Хазраджи. Он был главой клана Саида. Принял ислам во время второй клятвы при Акабе. Был одним из инициаторов переселения пророка Мухаммада из Мекки в Медину. Курайшиты узнали об этом, и на обратном пути из Акабы выследили его и привезли в Мекку. Там его подвергли пыткам, но благодаря заступничеству Джубайра ибн Мутима и Хариса ибн Харба ему удалось спастись и вернуться в Медину. Сад был богатым человеком и тратил своё состояние на нужды молодой мусульманской общины. Один из немногих жителей Медины, который умел писать.
После переселения мусульман в Медину, Сад активно участвовал в укреплении мусульманского государства. Участвовал в битвах при Бадре, Ухуде, Хандаке, Хайбаре, а также при завоевании Мекки. Отличался меткостью в стрельбе из лука и был главным знаменосцем ансаров.
После смерти пророка Мухаммада, ансары выдвинули его кандидатуру на пост халифа. Однако, в конечном итоге, первым халифом на этом собрании был выбран Абу Бакр ас-Сиддик. После этого Сад уехал в Сирию, где умер в 635 году.